# North Tamerton
North Tamerton – wieś w Anglii, w Kornwalii. Leży 108 km na północny wschód od miasta Penzance i 310 km na zachód od Londynu.